# Pierre Poulingue
Pierre Poulingue, né le 12 mai 1933 à Vatteville-la-Rue, et mort le 21 juillet 2017 à Bois-Guillaume, est un coureur cycliste français. 

## Biographie
Pierre Poulingue devient cycliste professionnel au cours de la saison 1957. Au mois de mai, il remporte deux étapes du Tour de Normandie. Il est ensuite sélectionné au sein de l'équipe régionale de l'Ouest pour participer au Tour de France. Lors de l'étape disputée entre Perpignan et Barcelone, il se distingue en terminant septième, après avoir effectué 150 kilomètres d'échappée en solitaire. 
Une fois sa carrière terminée, il devient vendeur de télévisions puis antiquaire à Rouen.

## Palmarès
- 1955
  - 2e de Paris-Ézy
  - 3e du championnat de France des sociétés
- 1956
  - 2e du championnat de Normandie des indépendants
- 1957
  - 5e et 7e étapes du Tour de Normandie
  - 2e du Maillot des As
- 1959
  - Grand Prix Michel-Lair
  - 2e du Circuit du Roumois

## Résultats sur les grands tours

### Tour de France
1 participation
- 1957 : 48e